# 羽沢 (練馬区)

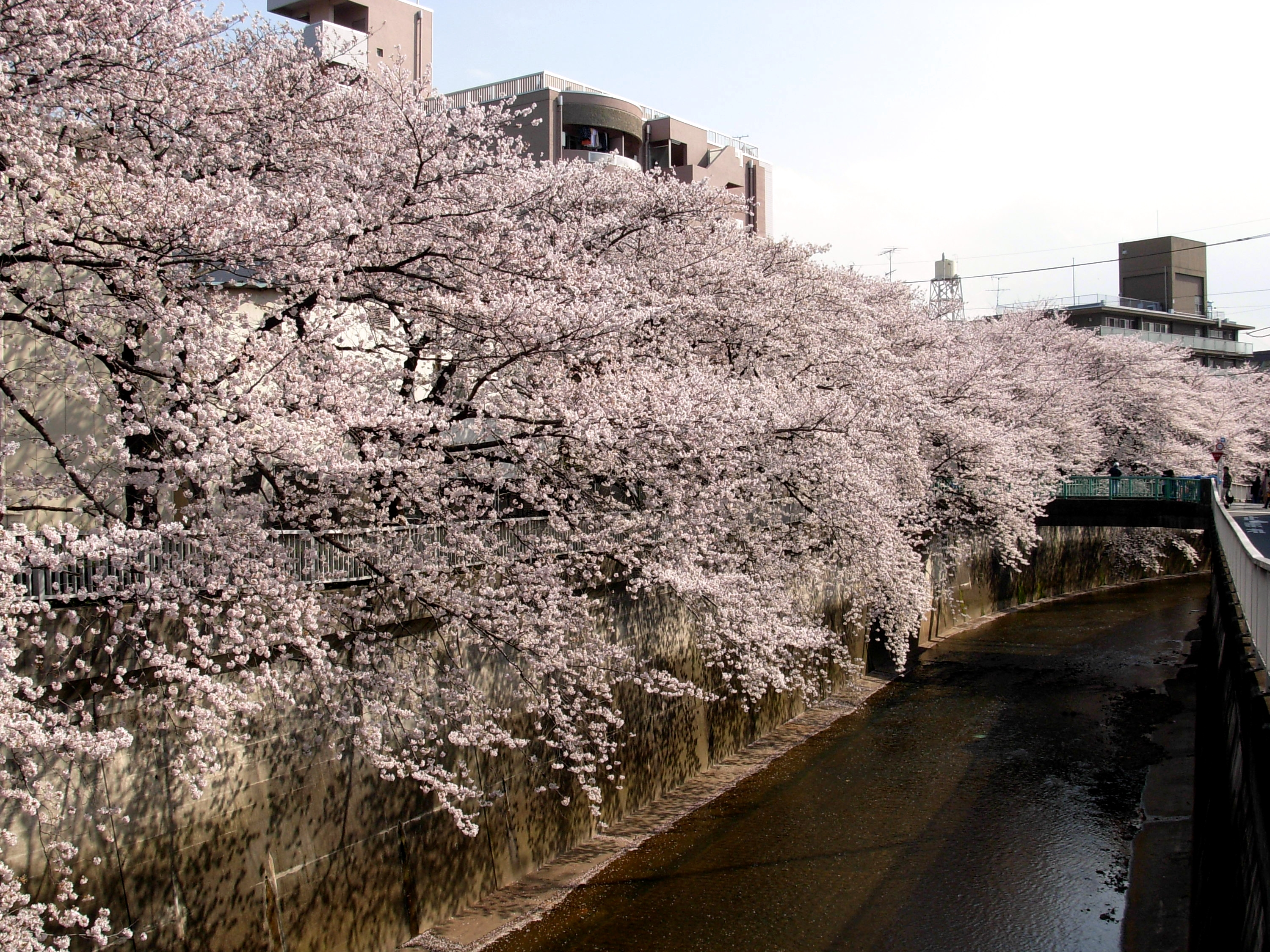
石神井川の桜、羽根木橋付近（2010年4月）

羽沢（はざわ）は、東京都練馬区の町名。現行行政地名は羽沢一丁目から羽沢三丁目。住居表示実施済区域。旧名は羽根澤（はねさわ）。

## 地理

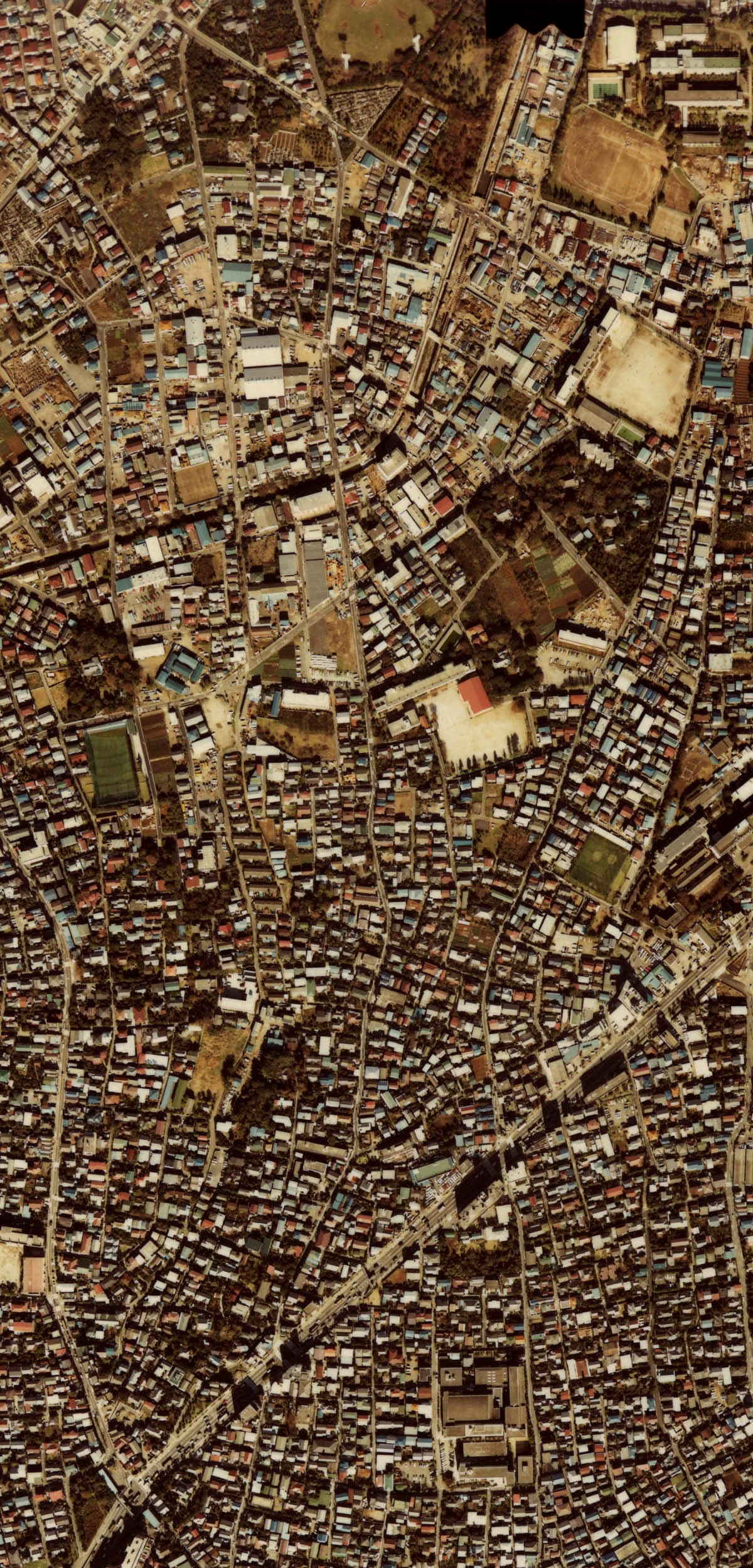
羽沢の航空写真。1979年11月14日撮影。

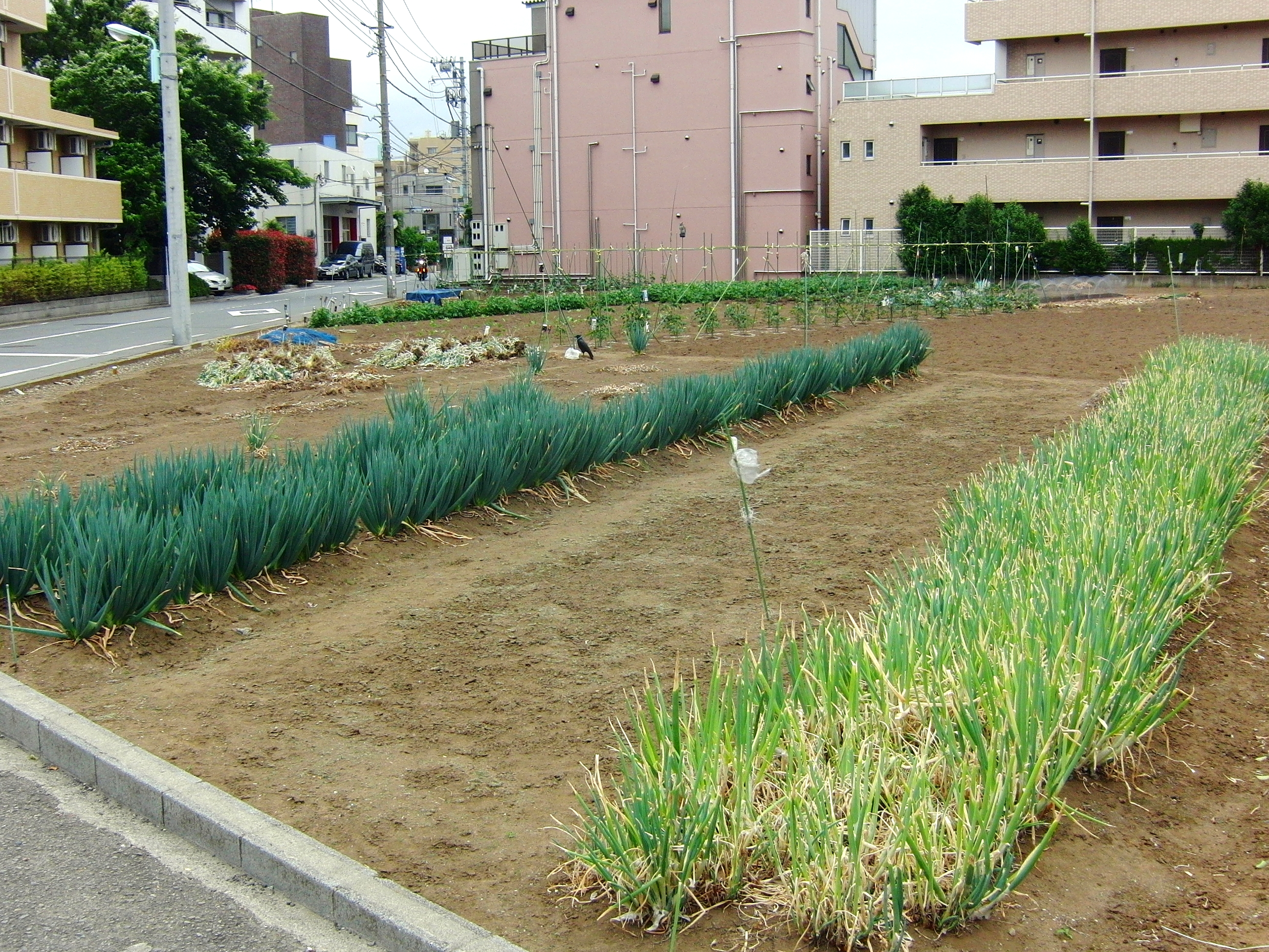
羽沢三丁目の農地。

東京都練馬区の東端部に位置し、町域の東辺の一部をもって練馬区 - 板橋区境を形成する。北部を石神井川をはさんで氷川台と、南部を栄町、東部を小竹町・板橋区小茂根、西部を桜台と接する。南から順に一から三丁目がある。
南北約1.6km、東西約0.2 - 0.4kmと南北に長い形で、また一丁目と二丁目の間が東京都道318号環状七号線（環七通り）で分断されているため、羽沢地域としての一体感は薄い。一丁目は江古田駅側の地域、三丁目は氷川台側の地域として捉えられることが多いようである。
羽沢一・二丁目は、大半が用途地域の中で最も厳しい規制である第一種低層住居専用地域（高さ制限10m）であるため、戸建て住宅やアパートが主体の閑静な住宅地となっており、店舗等はほとんどない。羽沢三丁目は、主に第一種中高層住居専用地域と準工業地域であり、中規模のマンションと小規模の工場とが並ぶ。

二・三丁目の一部には農地が残っておりキャベツなどの野菜を生産している。
かつては台地部分を畑、石神井川と下練馬村分水の流れる低地を水田とする農村であったが、学校の創設（旧制武蔵高等学校（武蔵大学、武蔵中学校・高等学校の前身 1922年創立）、武蔵野音楽学校（武蔵野音楽大学の前身 1929年創立）や武蔵野鉄道（西武池袋線の前身）江古田駅の開業（1922年）により、昭和初期に江古田駅に近い羽沢一丁目から住宅地へと移行した。

### 河川

#### 石神井川
東京都小平市から西東京市、練馬区、板橋区、北区を経て隅田川に合流する一級河川。羽沢の北縁を形成している。城北中央公園部分では「かつての石神井川と川沿いの風景をしのばせる大規模公園」をテーマに、親水性を高めた整備計画がある。

川沿いの道には、1934年（昭和9年）、皇太子明仁親王（明仁上皇）の誕生を祝って地元の人たちにより植樹された桜の樹が並ぶ（現在の桜の樹は石神井川の改修工事後に植替えられたもの）。氷川台駅近くの正久保橋たもとに植樹の経緯を刻んだ記念碑がある。

#### 下練馬村分水
羽沢と桜台の境界となっている路地は、両側が傾斜地で谷底になっている。これはかつての水路の跡であり、羽沢の地名の由来とも考えられている（下記の「地名の由来」を参照のこと）。
湧水池が羽沢二丁目にあり（羽沢2-1-13）、そこからの水と千川上水から引いた水とを合わせて、下練馬村分水（羽沢分水とも）としていた。下練馬村分水は、桜台陸橋付近（桜台1-1あたり）を分水口とし、桜台と羽沢の境界にほぼ沿う形で北に向かって流れ、羽沢三丁目の羽根沢橋付近で石神井川に注いでいた。水路は1960年代中頃まで残っていたが、現在は暗渠となっている

。
また、羽沢二丁目にあった湧水池も、水難事故防止のために新桜台駅の開業（1983年）にあわせて覆われた
。

### 面積および利用状況
面積、および農地面積は以下の通りである。
| 丁目       | 面積     | 農地面積 |
| ---------- | -------- | -------- |
| 羽沢一丁目 | 0.071km2 | 0.000ha  |
| 羽沢二丁目 | 0.229km2 | 0.935ha  |
| 羽沢三丁目 | 0.165km2 | 0.325ha  |
| 計         | 0.465km2 | 1.260ha  |

### 地価
住宅地の地価は、2025年（令和7年）1月1日の公示地価によれば、羽沢2-24-16の地点で52万7000円/m2、羽沢3-26-10の地点で51万2000円/m2となっている。

## 歴史

### 地名の由来
鶴がたくさん飛んできて羽を落としていったのが地名の起こりだという伝承がある。
埴沢（はにさわ）から羽根沢への転化とする説もある。埴とは埴輪を作る埴土（はにつち）、粘土のことであり、埴沢は粘土質の沢の意である。石神井川から南へ深く入り込む谷合い（上記の「下練馬村分水」を参照のこと）は埴土の豊富な谷・沢であっただろうと練馬の郷土史研究家は考察している。

### 地名の変遷
旧・武蔵国豊島郡下練馬村字羽根澤（はねさわ）。
下練馬村は1869年2月15日に小菅県豊島郡下練馬村（小菅県新設による）となり、その後、同年3月21日に品川県豊島郡下練馬村（品川県新設による編入）、1871年に東京府編入および大区小区制実施により東京府第3大区22小区下練馬村、1878年に郡区町村編制法施行により東京府北豊島郡下練馬村となる。
1889年（明治22年）の市制町村制施行の際に羽根澤は羽沢前・南羽沢・北羽沢・羽根木（南側からの順）の4つの小字に分かれた。
1929年（昭和4年） 下練馬村は町制及び改称を施行し、練馬町となる。
1932年（昭和7年） 合併および東京市編入により板橋区成立。羽沢地区は板橋区練馬南町一丁目となり。羽沢の地名は消える。
1947年（昭和22年） 板橋区から分離独立し練馬区が誕生。これに伴い、町名にある練馬の冠称を取り除き、練馬区南町一丁目となる。
1962年（昭和37年）3月1日 名地番整理により羽沢として再び地名が復活するが、読みは「はざわ」に変更となった。この際、本来は旧来の字名に合わせて一丁目から四丁目とする予定だったが、一丁目となるはずの旧・羽沢前が栄町として独立したため、残りの部分で一丁目から三丁目を形成した。
1987年（昭和62年）に現行の住居表示を実施。
かつての字名である羽根沢と羽根木は、石神井川にかかる羽根沢橋、羽根木橋として橋に名を残している。

### 年表
- 1922年11月1日 - 西武池袋線江古田駅開業。これにより、羽根沢の南側（現栄町・羽沢1丁目あたり）が住宅地として栄え始める。
- 1925年4月 - 練馬神の教会開設。
- 1929年3月25日 - 武蔵野音楽学校（後の武蔵野音楽大学）江古田キャンパス校舎落成。
- 1947年8月1日 - 練馬区が板橋区から分離独立。
- 1950年6月18日 - みのり幼稚園開園[14]。
- 1952年7月 - 育秀会乳児院創設[15]。（1996年廃止。跡地には1998年に特別養護老人ホーム第2育秀苑を開設[16]）
- 1953年6月15日 - 練馬区立開進第三小学校分校落成式および落成祝賀会。
- 1955年4月1日 - 開進第三小学校分校が独立し、練馬区立開進第四小学校として開校。
- 1961年4月1日 - 練馬区立開進第四中学校開校。
- 1966年6月16日 - 羽沢1丁目に「中華飯店 松屋」（後の松屋フーズにつながる）開業（1969年に廃店）。
- 1983年6月24日 - 氷川台3丁目に営団地下鉄有楽町線氷川台駅開業。
- 1983年10月1日 - 桜台1丁目に西武有楽町線新桜台駅開業。
- 1992年3月 - 太陽インキ製造が羽沢2丁目に本社ビルを建設し、本社移転[17]。
- 2004年11月8日 - 羽沢1丁目の青柳家住宅主屋が国の登録有形文化財となる。

## 世帯数と人口
2025年（令和7年）4月1日現在（練馬区発表）の世帯数と人口は以下の通りである。
| 丁目       | 世帯数    | 人口    |
| ---------- | --------- | ------- |
| 羽沢一丁目 | 980世帯   | 1,417人 |
| 羽沢二丁目 | 1,998世帯 | 3,415人 |
| 羽沢三丁目 | 1,075世帯 | 2,039人 |
| 計         | 4,053世帯 | 6,871人 |

### 人口の変遷
国勢調査による人口の推移。
| 年                 | 人口  |
| ------------------ | ----- |
| 1995年（平成7年）  | 5,935 |
| 2000年（平成12年） | 6,189 |
| 2005年（平成17年） | 6,628 |
| 2010年（平成22年） | 6,714 |
| 2015年（平成27年） | 6,580 |
| 2020年（令和2年）  | 6,848 |

### 世帯数の変遷
国勢調査による世帯数の推移。
| 年                 | 世帯数 |
| ------------------ | ------ |
| 1995年（平成7年）  | 3,035  |
| 2000年（平成12年） | 3,238  |
| 2005年（平成17年） | 3,413  |
| 2010年（平成22年） | 3,629  |
| 2015年（平成27年） | 3,554  |
| 2020年（令和2年）  | 3,952  |

## 交通

### 鉄道
- 新桜台駅（西武有楽町線）

東京都道318号環状七号線（環七通り）の直下に位置する地下駅。4つの出口のうち、出口3（羽沢2-1）と出口4（羽沢1-7）が羽沢にある。出口3には改札階行きエレベーターあり。
西武有楽町線は3駅（練馬駅-新桜台駅-小竹向原駅）のみの短い路線であるが、練馬駅で西武池袋線、小竹向原駅で東京メトロ有楽町線・副都心線に乗り入れている。
羽沢の町域内ではないが、以下の駅でも羽沢への出口案内が標示されており、利用者も多いようである。
- 江古田駅（西武池袋線）：北口 - 羽沢一丁目
- 氷川台駅（東京メトロ有楽町線・副都心線）：出口2 - 羽沢二・三丁目
- 小竹向原駅（東京メトロ有楽町線・副都心線）：出口1 - 羽沢二丁目、出口2 - 羽沢一丁目

### バス
新桜台駅出口3・4そばに羽沢バス停があり、以下のバスを利用できる（2010年2月現在）。
路線バス
- 赤31系統 - 赤羽駅東口行、高円寺駅北口行（国際興業バス、関東バス）
- 赤31-2系統 - 赤羽車庫行（国際興業バス）
- 王78系統 - 王子駅前行、新宿駅西口行（都営バス）

深夜急行バス
- ミッドナイトアロー光が丘・和光市 - 和光市駅行（国際興業バス）

乗車は始発の池袋駅西口からのみ。途中停留所からは乗車できない。

### 主要道路
- 東京都道318号環状七号線（通称：環七通り）

平日24時間交通量 62,497台（観測地点：練馬区羽沢2丁目9 平成17年度道路交通センサスによる）
- 正久保通り（旧埼玉道）
- 東京都市計画道路幹線街路放射第36号線（通称：要町通り）の延伸が予定されている。

予定 工事期間：平成25年度 - 平成29年度、供用開始：平成30年度

## 学区
区立小・中学校に通う場合、学区は以下の通りとなる（2022年7月現在）。
- 区域 : 一丁目、二丁目、三丁目　各全域
  - 小学校 : 練馬区立開進第四小学校
  - 中学校 : 練馬区立開進第四中学校

（ただし、練馬区は平成17年度の新入生から中学校選択制度を実施している）

## 事業所
2021年（令和3年）現在の経済センサス調査による事業所数と従業員数は以下の通りである。
| 丁目       | 事業所数  | 従業員数 |
| ---------- | --------- | -------- |
| 羽沢一丁目 | 38事業所  | 699人    |
| 羽沢二丁目 | 50事業所  | 333人    |
| 羽沢三丁目 | 54事業所  | 436人    |
| 計         | 142事業所 | 1,468人  |

### 事業者数の変遷
経済センサスによる事業所数の推移。
| 年                 | 事業者数 |
| ------------------ | -------- |
| 2016年（平成28年） | 147      |
| 2021年（令和3年）  | 142      |

### 従業員数の変遷
経済センサスによる従業員数の推移。
| 年                 | 従業員数 |
| ------------------ | -------- |
| 2016年（平成28年） | 1,179    |
| 2021年（令和3年）  | 1,468    |

### 産業
工場数は以下の通りである。
| 丁目       | 工場数 |
| ---------- | ------ |
| 羽沢一丁目 | 1      |
| 羽沢二丁目 | 2      |
| 羽沢三丁目 | 14     |
| 計         | 17     |

## 施設

### 羽沢一丁目
- 新桜台駅 出口4
- 武蔵野音楽大学
  - 武蔵野音楽大学楽器博物館
- みのり幼稚園
- 青柳家住宅主屋 - 練馬区で初めての国の登録有形文化財。
- 練馬区立環七くすのき緑地

### 羽沢二丁目
- 新桜台駅 出口3
- 太陽ホールディングス本社
- 練馬区立開進第四小学校
- 練馬神の教会
  - 神の教会保育園
- 羽根澤稲荷神社
- 放光王地蔵尊
- 練馬警察署羽沢交番
- 練馬区立羽沢ふじ公園
- 練馬区立羽沢児童遊園
- 練馬区立はねざわ児童遊園

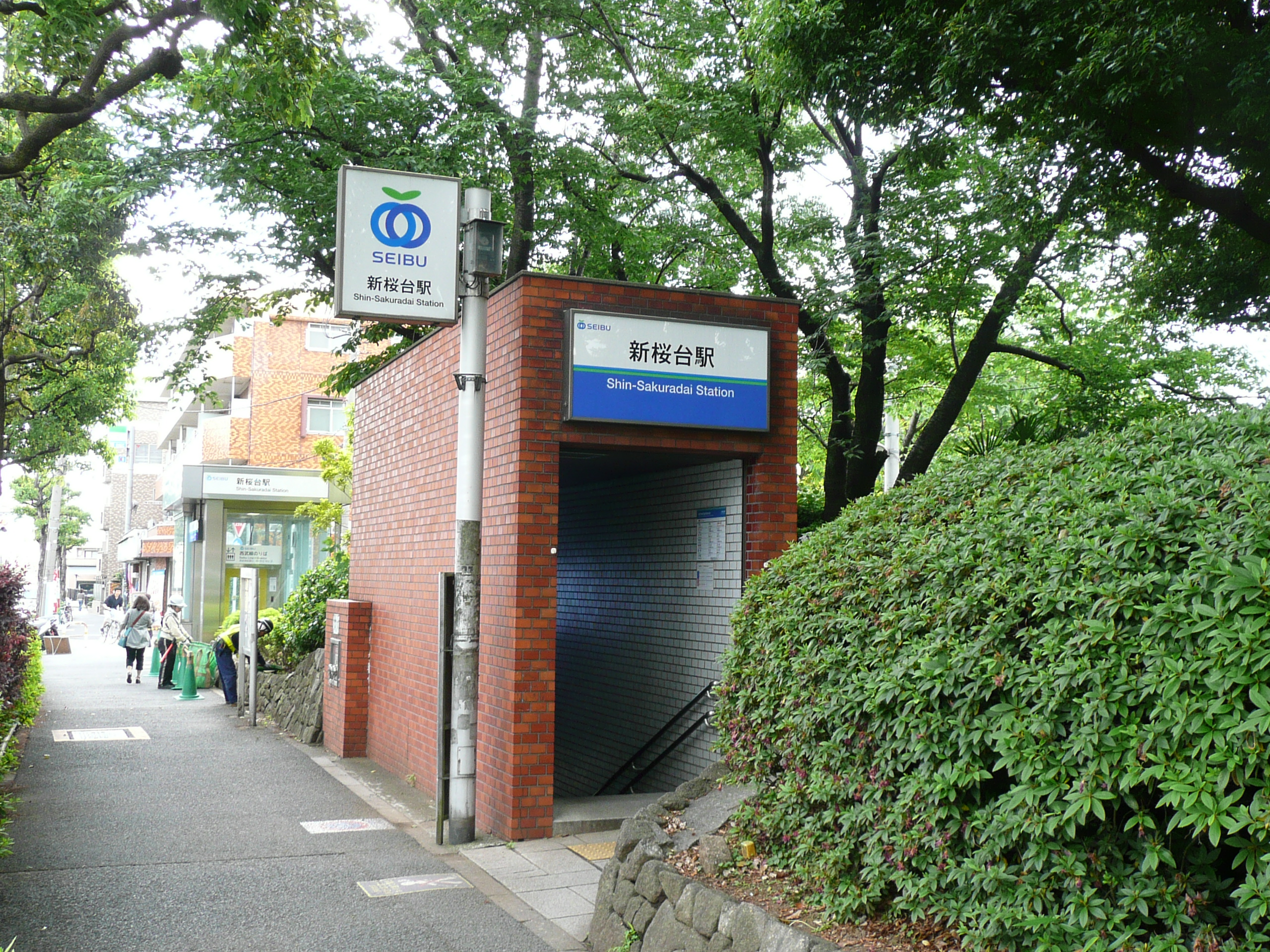
新桜台駅 出口3（2012年5月）

- 練馬区立新桜台もくせい緑地(旧・羽沢二丁目緑地)
- 羽沢町会事務所
- 東京日産自動車販売練馬店
- ファミリーマート新桜台店
- セブン-イレブン羽沢店
- らあめん花月嵐新桜台店
- ドミノ・ピザ桜台店

### 羽沢三丁目

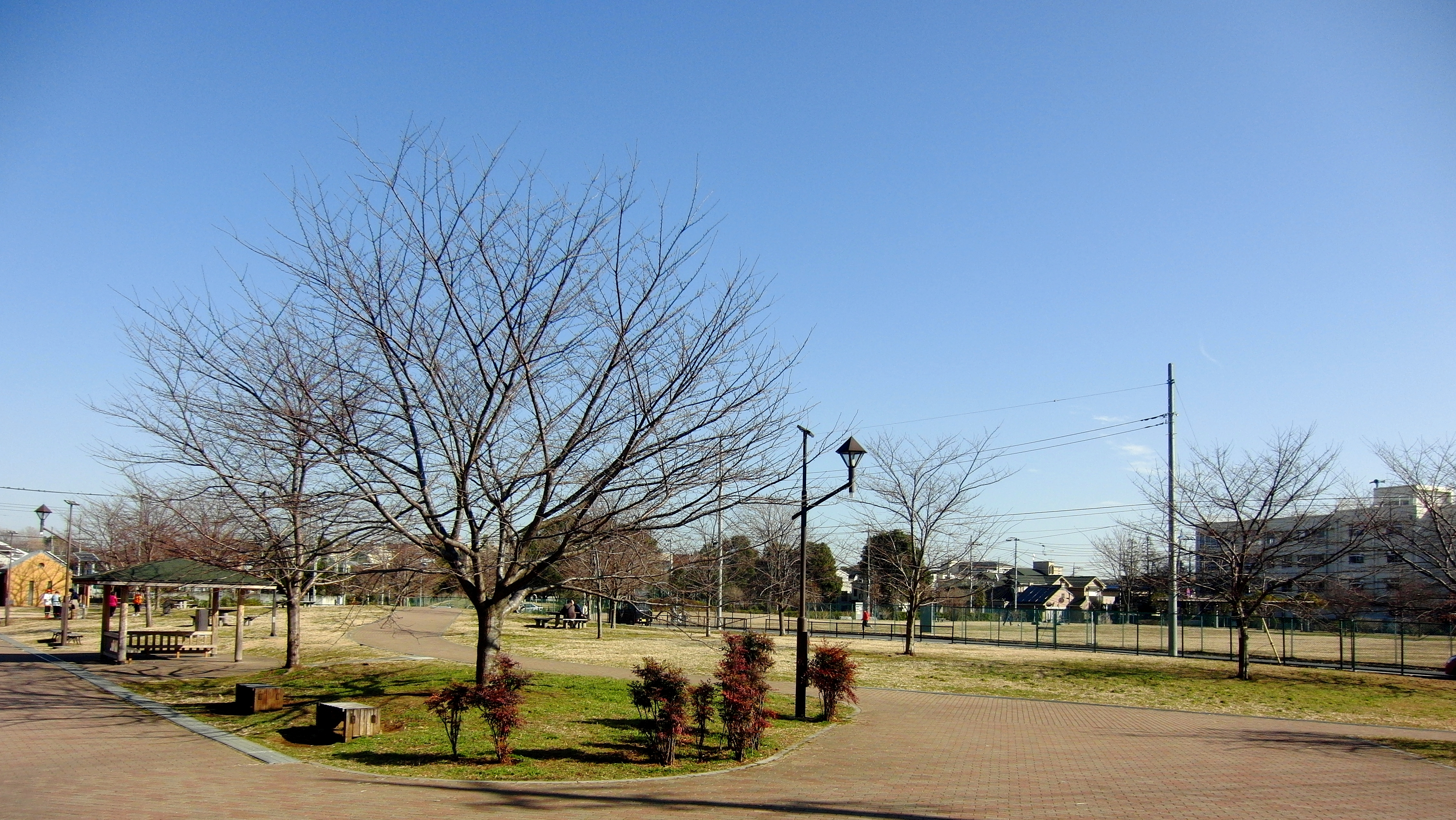
城北中央公園ミモザ広場、クローバー広場（2013年1月）

- 東京都立大山高等学校 - 板橋区小茂根五丁目とまたがる。
- 練馬区立開進第四中学校
- 都立城北中央公園 - 練馬区氷川台一丁目、板橋区桜川一丁目、小茂根五丁目とまたがる。

城北中央公園のうち、羽沢三丁目内に位置する施設
かりんの広場、ユスラウメ広場、花の広場、リンゴ広場、ミモザ広場、クローバー広場
- 石神井川
  - 石神井川に架かる橋梁（上流からの順）
    - 仲羽橋（なかはねばし）
    - 羽根沢橋（はねざわばし）
    - 羽根木橋（はねきばし） - 練馬主要区道15号線（旧 大谷道）
    - 開進橋（かいしんばし）
    - 湿化味橋（しつけみばし） - 練馬主要区道27号線
    - 羽城歩道橋（はねしろほどうきょう）
- 羽根木憩いの森 - 「ねりまの憩いの森」の一つ。面積1636.97平方メートル。
- 羽沢けやき憩いの森 - 「ねりまの憩いの森」の一つ。面積1493.90平方メートル。
- 茂呂遺跡A地点
- 劇団汎マイム工房
- ファミリーマート羽沢三丁目店
- ジェーソン練馬氷川台店
- ヤマト運輸平和台センター

## 史跡・文化財
- 青柳家住宅主屋（あおやぎけじゅうたくおもや）

所在地は羽沢1-6-12。1928年（昭和3年）、武蔵野音楽学校教職員住宅地に建築された住宅。西武池袋線（当時は武蔵野鉄道武蔵野線）江古田駅開業（1922（大正11年））による昭和初期の宅地開発で建てられた住宅で、私鉄沿線住宅地の一事例となっている。現在も個人所有の住宅のため、内部の見学は不可で道路からの見学のみ。練馬区で初めての国の登録有形文化財。2004年（平成16年）11月8日登録。
- 茂呂遺跡A地点

都立大山高等学校付近に位置する縄文時代早期・前期・後期・弥生時代の遺跡。遺跡番号は練馬区107。旧石器時代の遺跡として著名な茂呂遺跡（板橋区小茂根）のすぐそばにある。

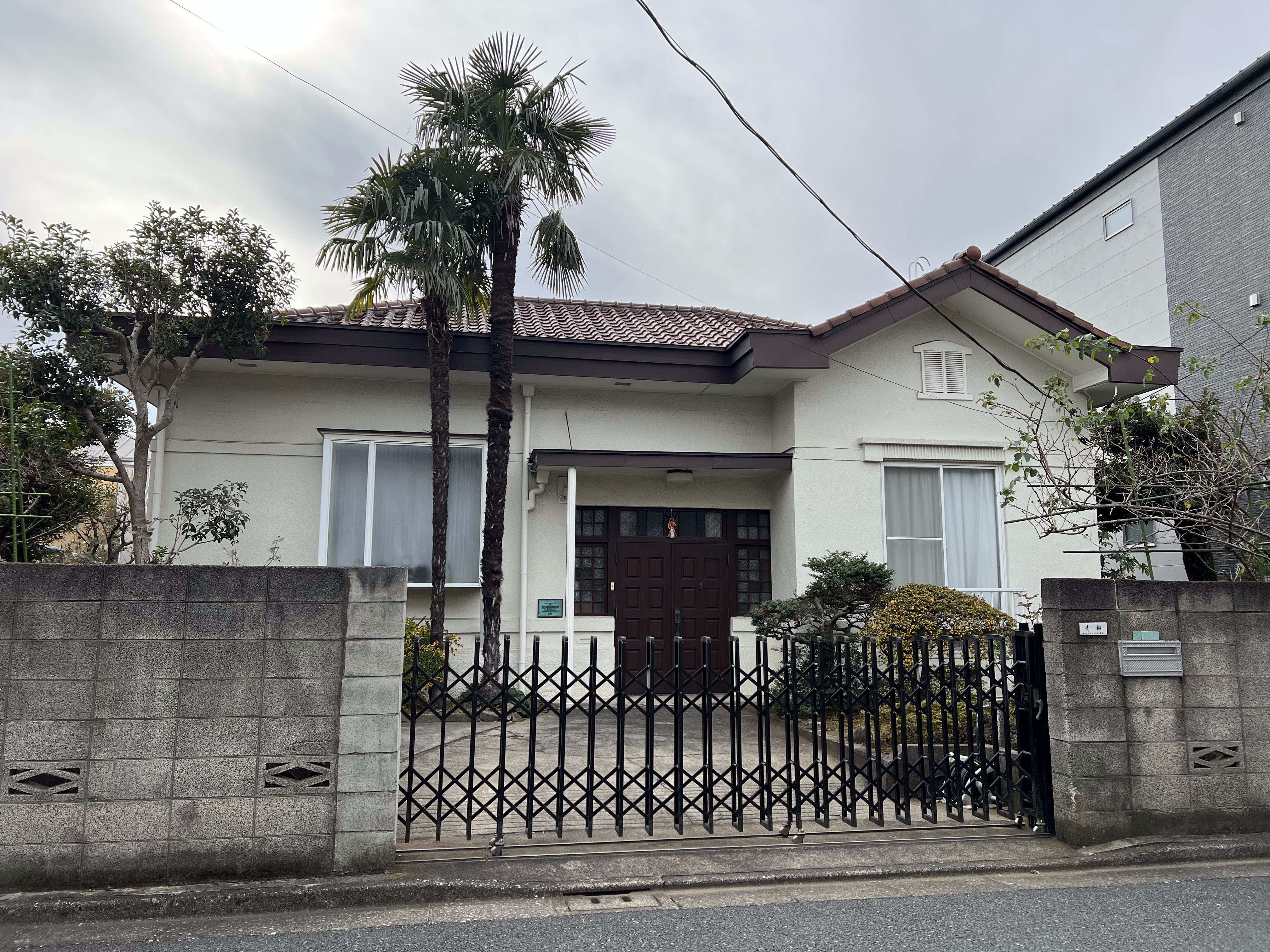
青柳家住宅主屋
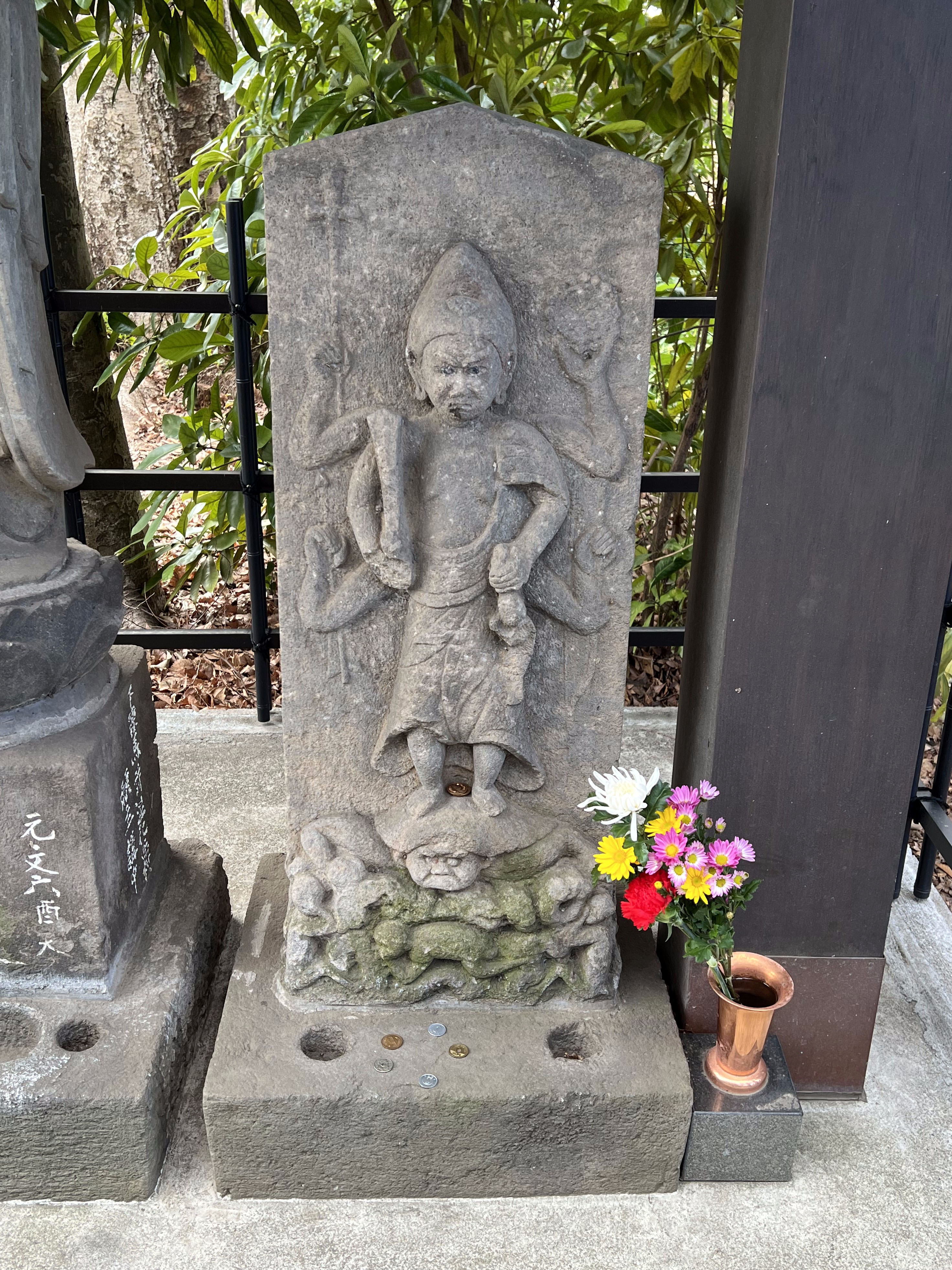
庚申塔
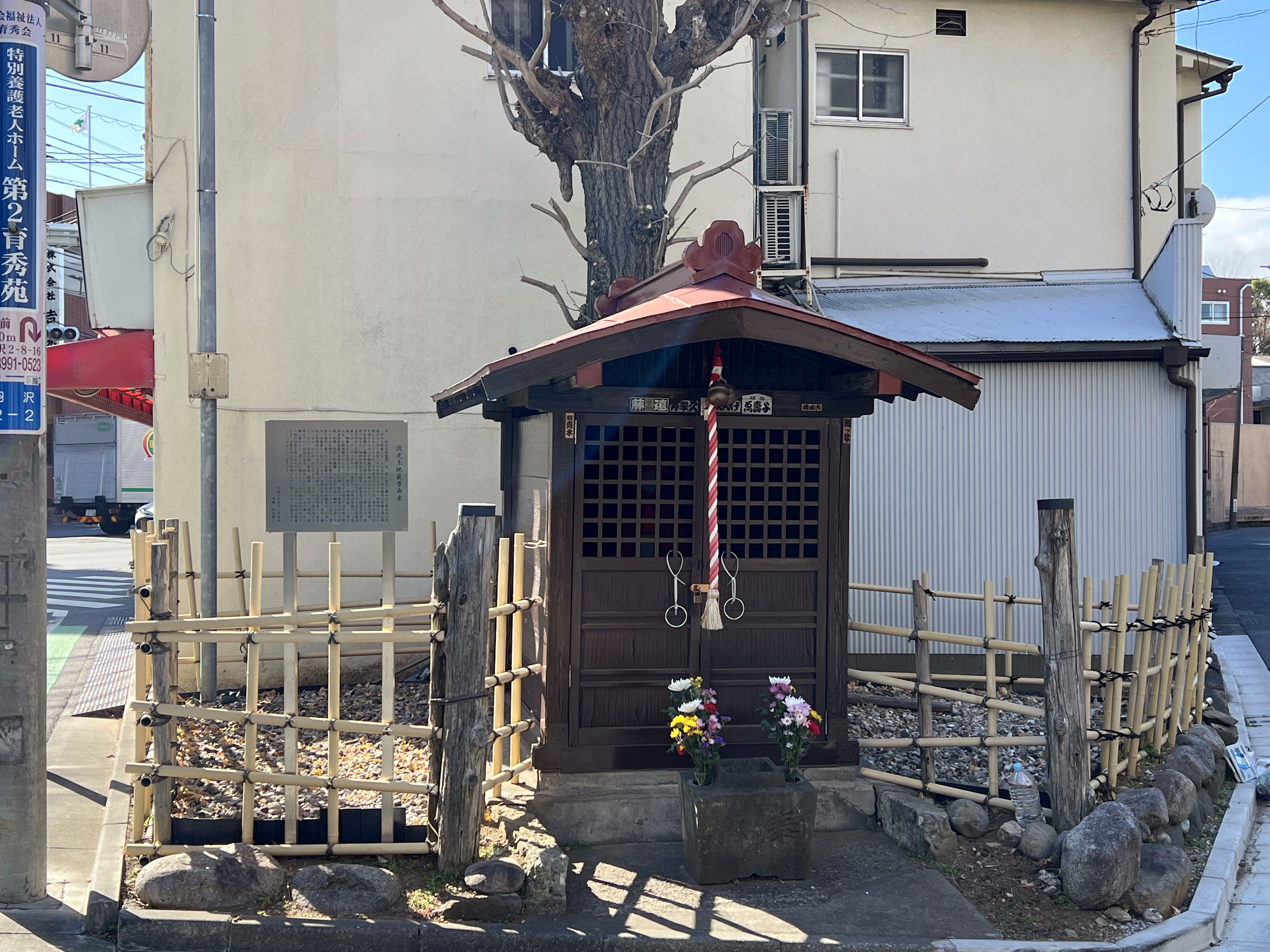
放光王地蔵尊（北向き地蔵）

所在地は羽沢3-30。この庚申塔の面する道路は大谷道（おおやみち）と呼ばれた古道。大谷道は、現在の板橋区大山町25あたりを起点に川越街道から別れ、大山西町-大谷口-環状七号線小茂根1丁目交差点-練馬区羽沢-羽根木橋-氷川台と通り、氷川台3丁目の光傳寺の前で高田道（埼玉道ともいう）に合流していた。
また、かつては羽沢2-1-5にも庚申塔が2基あったが、1965年（昭和40年）に氷川台3丁目の荘厳寺に移された。
- 放光王地蔵尊

所在地は羽沢2-2。「俗に羽沢三佛の内に数ある一名『北向き地蔵さま』とも言われ、昔は練馬と板橋を堺に街道の辻に当り道行く人の目印ともなり永い間地域の人々に親しまれてきました」との立て札があり、安産、健康、長寿、知恵、豊作、救財などのご利益があるとされている。建立は平安後期から鎌倉時代と推察されている。現在のものは昭和4年（1929年）9月に地元有志により寄付されたもの。
- 青柳家住宅主屋
- 庚申塔
- 放光王地蔵尊（北向き地蔵）

## 行事
- 練馬区氷川台にある氷川神社の9月の祭事のとき、羽沢町会により神輿が出る。氷川神社の祭事は毎年行われるが、羽沢町会が神輿を出すのは現在、隔年（西暦の奇数年）。

## ゆかりの企業・作品・人物

### ゆかりの企業
- 松屋フーズ（牛めしの松屋）

1966年（昭和41年）6月16日、羽沢1丁目4番地に「中華飯店 松屋」を開業したのが始まり。この店は1969年（昭和44年）に廃店。

### ゆかりの作品
- 鉄腕バーディー

漫画家のゆうきまさみによるSF漫画作品、及びこれを原作としたテレビアニメ。練馬区が舞台であり、登場人物の一部に作者と縁の深い江古田駅（練馬区）周辺の地名や道路名が用いられている。登場人物の一人に羽沢昌之。（使われている練馬区の地名・道路名は他に千川、早宮、氷川（氷川台）、正久保など）。
- 究極超人あ〜る

漫画家のゆうきまさみによる漫画作品、及びこれを原作としたOVA作品。作品の舞台となっている練馬区諌坂町（架空の地名）は、練馬区の桜台と羽沢の間にある町と設定されている。
- のだめカンタービレ

漫画家の二ノ宮知子による漫画作品、及びこれを原作としたテレビアニメ・テレビドラマ。羽沢一丁目にある武蔵野音楽大学をモデルにして描かれている。また、アニメでは「協力：武蔵野音楽大学」とクレジットされている（ただし、テレビドラマでは洗足学園音楽大学でロケ）。
- 暁はただ銀色

SF作家の光瀬龍によるジュブナイル小説。1970年、朝日ソノラマ刊（後に『夕ばえ作戦』1999年、ハルキ文庫刊に収録） 。作中で異星からの侵略者が練馬区羽根沢一丁目を攻撃目標とする。作者の光瀬龍は、1933年から1945年3月まで板橋区練馬南町に育ち、東京市開進第三国民学校（現在の練馬区立開進第三小学校）を卒業。
- 練馬南町一丁目

詩人の菅原克己による詩。詩集『日の底』（1958年 飯塚書店刊）に収められている。青年期を練馬南町一丁目（羽沢・栄町の旧名）で過ごした。
- 本の引越し

文芸評論家の高橋英夫 によるエッセイ集。2004年、筑摩書房刊。六十数年住んだ羽沢の家を去るにあたっての思いを綴っている。著者は武蔵野音楽大学では1966年から非常勤講師を15年務めた。

### ゆかりの人物
- 茂原英雄

撮影技師、編集技師、録音技師。トーキーの研究施設「茂原研究所」を練馬区南町一丁目（現在の羽沢）に構えた。
- 新井素子

SF作家。羽沢で生まれ育つ。
- 村崎百郎

フリーライター、漫画原作者。羽沢に在住していた。
- 森園みるく

漫画家。村崎百郎とともに羽沢に在住していた。

## その他

### 日本郵便
- 郵便番号 : 176-0003[3]（集配局 : 練馬郵便局[37]）。

### 区域・管轄
- 衆議院小選挙区：東京都第10区

東京都第10区は豊島区全域と練馬区の一部
- 警察署：練馬警察署

交番担当区：羽沢一丁目は小竹町交番、羽沢二丁目・三丁目は羽沢交番
- 消防署：練馬消防署